# Теперішній час
Тепе́рішній час — в українській мові — форма дієслова, що в основному оновлює дію або стан, сучасні з моментом мовлення. Часто, однак, вона набуває значень безвідносних до цього моменту (у приказках, правилах, описах і т. д., наприклад, «Тиха вода греблю рве», «Київ лежить над Дніпром»). Стилістично забарвленими є форми теперішнього історичного часу, які можуть мішатися з минулими (наприклад, у казці: «І ось вони пішли. Ідуть рік, ідуть два…»), а також теперішнього замість майбутнього (наприклад, «Завтра вже їдемо»). Теперішній час можливий тільки від недоконаних дієслів (винятком є архаїчне і говіркове «ректи»). Дієслова доконані творять форми такі самі, як теперішнього часу, але у значенні майбутнього (наприклад, іду — піду). Тобто, з точки зору психології, на основі теперішнього часу утворюється подія.  Між часами є тісний взаємозв'язок.
Теперішній час означає дію, яка відбувається постійно або в момент мовлення. Проте ця дія може відбуватися по-різному: a) у певний конкретний проміжок (актуальний час): «Сосни шумлять, і дроти гудуть, і дощ накрапає — так ніби й вдома. Лиш серце щемить, мов на страту ведуть, і щелепи зводить страшна оскома» (Іван Багряний);
b) постійно, періодично (неактуальний час): «Земля обертається навколо Сонця» (3 підручника); «все-таки до тебе думка лине, мій занапащений, нещасний краю, як я тебе згадаю, у грудях серце з туги, з жалю гине» (Леся Українка). «Полюють зайців в основному трьома способами: з підйому, з-під собак-гончаків і на засідах» (Остап Вишня).
Дієслова у теперішньому часі завжди недоконаного виду і змінюються за особами й числами.